# Tahiti Pro
 (novembre 2024).
Si vous disposez d'ouvrages ou d'articles de référence ou si vous connaissez des sites web de qualité traitant du thème abordé ici, merci de compléter l'article en donnant les références utiles à sa vérifiabilité et en les liant à la section « Notes et références ».
 (novembre 2024).
La Tahiti Pro est une étape du circuit du championnat du monde de surf qui se tient chaque année à Taiarapu-Ouest, à Tahiti en Polynésie française, sur le spot de Teahupo'o. Il s'agit de l'un des événements du championnat les plus attendus et les plus dangereux en raison de la puissance des vagues et de présence de récifs coralliens en faible profondeur.

## Histoire
La première édition officielle d'un championnat de surf à Teahupoo date de 1997. La compétition porte alors le nom de Black Pearl Horue Pro est s'inscrit au calendrier du circuit Qualifying Series c'est-à-dire la ligue d'accès à l'élite, le Championship Tour. Cette édition est remportée par Andy Irons (âgé de 18 ans seulement) et est marquée par la collision du catamaran qui abrite les juges, surfeurs et autres membres du personnel avec un récif corallien après une série de vagues massives. Le spot de Teahupo'o devient mondialement connu, en particulier grâce à un article spécifique du magazine Surfing.
Lors de l'édition suivante, en 1998, la marque d'équipements et de vêtements de surf Gotcha parraine l'événement renommé à l'occasion en Gotcha Tahiti Pro. À partir de 1999, l'étape est inscrite au circuit d'élite du championnat du monde. Le 21 avril 2000, juste avant le début de la compétition remportée par Kelly Slater, le local Brice Taerea est tué après avoir heurté de la tête sur le récif. Dès lors, une patrouille nautique équipée de plusieurs motomarines assure à chaque compétition la sécurité des surfeurs.
À partir de 2001, c'est la marque australienne Billabong qui parraine l'événement, d'abord sous le nom de Billabong Pro Teahupoo puis Billabong Pro Tahiti. En 2005, l'Américain Damien Hobgood chute et se blesse en finale face à Kelly Slater, qui l'emporte en réalisant un score parfait de 20 sur 20.
En 2018, Billabong se retire en tant que sponsor, par fautes de moyens. La compétiiton change alors de nom. En 2020, la marque de l'ancien surfeur Kelly Slater sponsorise l'évènement jusqu'à l'édition 2022. En 2023, Shisheido annonce devenir le nouveau sponsor de la compétition.

## Palmarès

### Résultats par édition
| Année                  | Vainqueur      | Score | Finaliste(s)        | Score(s) |
| ---------------------- | -------------- | ----- | ------------------- | -------- |
| Black Pearl Horue Pro  |                |       |                     |          |
| 1997                   | Andy Irons     |       | Pancho Sullivan     |          |
| Gotcha Tahiti Pro      |                |       |                     |          |
| 1998                   | Kobi Abberton  |       | Conan Hayes         |          |
| 1999                   | Mark Occhilupo | 14.50 | C. J. Hobgood       | 9.50     |
| 2000                   | Kelly Slater   | 25.55 | Shane Dorian        | 20.25    |
| Billabong Pro Teahupoo |                |       |                     |          |
| 2001                   | Cory Lopez     | 25.05 | C. J. Hobgood       | 23.85    |
| 2002                   | Andy Irons     | 22.65 | Luke Egan           | 20.50    |
| 2003                   | Kelly Slater   | 19.57 | Taj Burrow          | 14.83    |
| 2004                   | C. J. Hobgood  | 16.66 | Nathan Hedge        | 8.67     |
| 2005                   | Kelly Slater   | 20.00 | Damien Hobgood      | 9.33     |
| 2006                   | Bobby Martinez | 16.27 | Frederick Patacchia | 16.07    |
| 2007                   | Damien Hobgood | 16.60 | Mick Fanning        | 16.20    |
| 2008                   | Bruno Santos   | 9.16  | Manoa Drollet       | 6.83     |
| 2009                   | Bobby Martinez | 18.46 | Taj Burrow          | 16.10    |
| 2010                   | Andy Irons     | 14.67 | C. J. Hobgood       | 8.33     |
| Billabong Pro Tahiti   |                |       |                     |          |
| 2011                   | Kelly Slater   | 18.43 | Owen Wright         | 17.10    |
| 2012                   | Mick Fanning   | 18.87 | Joel Parkinson      | 18.37    |
| 2013                   | Adrian Buchan  | 18.94 | Kelly Slater        | 17.90    |
| 2014                   | Gabriel Medina | 18.96 | Kelly Slater        | 18.93    |
| 2015                   | Jérémy Florès  | 16.87 | Gabriel Medina      | 13.20    |
| 2016                   | Kelly Slater   | 19.67 | John John Florence  | 15.23    |
| 2017                   | Julian Wilson  | 18.96 | Gabriel Medina      | 17.87    |
| Tahiti Pro Teahupo'o   |                |       |                     |          |
| 2018                   | Gabriel Medina | 13.50 | Owen Wright         | 12.07    |
| 2019                   | Owen Wright    | 17.07 | Gabriel Medina      | 14.93    |

### Palmarès individuel
| Surfeur        | Pays       | Victoires | Finales | Total d'apparitions |
| -------------- | ---------- | --------- | ------- | ------------------- |
| Kelly Slater   | États-Unis | 5         | 2       | 7                   |
| Andy Irons     | Hawaï      | 3         | 0       | 0                   |
| Gabriel Medina | Brésil     | 2         | 3       | 5                   |
| C. J. Hobgood  | États-Unis | 1         | 3       | 4                   |
| Owen Wright    | Australie  | 1         | 2       | 3                   |
| Mick Fanning   | Australie  | 1         | 1       | 2                   |
| Damien Hobgood | États-Unis | 1         | 1       | 2                   |
| Taj Burrow     | Australie  | 0         | 2       | 2                   |

### Victoires par nation
| Nation     | Victoires |
| ---------- | --------- |
| États-Unis | 10        |
| Australie  | 6         |
| Brésil     | 3         |
| Hawaï      | 3         |
| France     | 1         |
| Total      | 23        |

## Andy Irons Commitment Award
En l'honneur du surfeur Andy Irons, vainqueur de la première compétition professionnelle organisée à Teahupoo et considéré comme l'un des meilleurs surfeurs de ce spot, chaque année est décerné le Andy Irons Commitment Award (ou Prix de l'engagement Andy Irons). Il récompense le surfeur ayant montré le plus de passion et d'engagement au cours de la compétition. Avec le retrait de Billabong en tant que sponsor de l'événement en 2018, le prix est abandonné.
| Année | Récipiendaire      |
| ----- | ------------------ |
| 2011  | Jérémy Florès      |
| 2012  | Ricardo dos Santos |
| 2013  | John John Florence |
| 2014  | Owen Wright        |
| 2015  | C. J. Hobgood      |
| 2016  | Kelly Slater       |
| 2017  | John John Florence |